# Дичюс, Витаутас Юргис
Витаутас Юргис Дичюс (лит. Vytautas Jurgis Dičius, род. 14 апреля 1930, Баравайняй Вижуонской волости, по другим сведениям Вижуонос Утенского района ) — литовский архитектор, председатель Союза архитекторов Литвы (1999—2005), лауреат Премии Совета министров СССР (1971).

## Биография
В 1955 году окончил Художественный институт Литовской ССР. В 1956—1971 годах работал в Каунасском филиале Института проектирования городского строительства. В 1971—2007 годах преподавали в Вильнюсском инженерно-строительном институте (с 1990 года Вильнюсский технический университет), был деканом факультета архитектуры (1990—1999); профессор (1993).
В 1999—2005 годах был председателем Союза архитекторов Литвы. С 2006 года председатель Палаты архитекторов Литвы.

## Проекты
В Каунасе по проектам Витаутаса Дичюса построены
- здания факультетов строительства (1964), радиотехники (1969), химической технологии (1970) Каунасского политехнического института; проектированные в стилистике функционального модернизма здания трёх факультетов в Каунасе включены в Регистр культурного наследия Литовской Республики[2];
- торговый центр „Girstupis“ (совместно с архитектором Альгимантасом Лецкасом, 1968);
- здание агрохимической лаборатории (1970);
- здание студенческого кафе (совместно с архитектором Ромуалдасом Кемежисом, 1972);
- дворец спорта и культуры фабрики искусственного волокна (1975).

Проектировал ряд домов отдыха различных учреждений и другого рода сооружения в Паланге —
- дом отдыха Каунасского политехнического института (1977);
- дом отдыха Академии наук Литвы (совместно с архитектором Леонидасом Пранасом Зиберкасом, 1982);
- дом отдыха Вильнюсского университета (1984);
- мастерские кооператива художников (1982).

Автор проектов Дворца спорта в Алитусе (совместно с архитектором Кястутисом Киселюсом, 1977), кафе „Nendrė“ в Тракай (совместно с Леонидасом Пранасом, 1984), клуба и спортивного зала Мариямпольской прядильной фабрики (1990), также проектов реконструкций нескольких кафе в Каунасе.

## Награды и звания
- Премия Совета министров СССР (с группой инженеров и архитекторов, 1971)
- Заслуженный архитектор Литвы (1980)[2]
- Орден Рыцаря архитектуры Союза архитекторов Литвы (2000)
- Знак почёта Союза архитекторов Литвы (2005)
- Рыцарский крест Ордена Великого князя Литовского Гядиминаса (2006).